# Vávdos
Vávdos (Vavdos) är en ort i Grekland.   Den ligger i prefekturen Chalkidike och regionen Mellersta Makedonien, i den nordöstra delen av landet, 270 km norr om huvudstaden Aten. Vávdos ligger 762 meter över havet och antalet invånare är 380.
Terrängen runt Vávdos är huvudsakligen kuperad. Vávdos ligger uppe på en höjd. Runt Vávdos är det ganska glesbefolkat, med 48 invånare per kvadratkilometer. Närmaste större samhälle är Polýgyros, 11,3 km sydost om Vávdos. == Kommentarer ==
1. ↑  Framräknat ur höjduppgifter (DEM 3") från Viewfinder Panoramas.[2] Mer om algoritmen finns här: Användare:Lsjbot/Algoritmer.
2. ↑  Framräknat ur variansen i alla höjduppgifter (DEM 3") från Viewfinder Panoramas, inom 10 km radie.[2] Mer om algoritmen finns här: Användare:Lsjbot/Algoritmer.